# Ohne Maulkorb
Ohne Maulkorb war ein Jugendmagazin des Österreichischen Rundfunks, wurde am 9. April 1967 erstmals im Fernsehen gezeigt und lief bis zur Einstellung der Sendereihe im Jahr 1987 auf FS 2 (heute ORF 2).
Der Name war Programm: Ursprünglich als Diskussionssendung im Studio konzipiert, wurde in der Folge in aktuellen Reportagen das politische und kulturelle Zeitgeschehen beleuchtet, und bezüglich der Jugendkultur war die Sendung immer am Puls der Zeit. Z. B. kam hier schon Anfang der 1980er Jahre eine Reportage über das gerade aufkommende DJ-Phänomen in New York.
In der Sendung wurde über Themen wie Hausbesetzer, Anti-Atom-Aktivisten (Österreich sollte in Zwentendorf einen Reaktor bekommen, was mit einer Volksabstimmung verhindert wurde) und politisch provokante Künstler berichtet. Damals noch ein Skandal: der hohe Anteil an „Langhaaradn“ (Langhaarigen), die sich hier öffentlich äußern durften. Hier gab es Künstlerporträts (z. B. ein 80-minütiges Special über Patti Smith am Anfang ihrer Karriere), ausführliche Konzertmitschnitte (z. B. Ian Anderson von Jethro Tull oder Frank Zappa in Wien bzw. die Kinks 1978 in den Wiener Sofiensälen, Bob Dylans „Hard Rain“-Konzert (Fort Collins, Colorado, 1976), die Anarchos von Drahdiwaberl), später auch aktuelle Videoclips, es wurden Filme abseits des Mainstreams vorgestellt.
Moderiert wurde Ohne Maulkorb unter anderem von den Redakteuren Rudi Dolezal, Hannes Rossacher, Ernst Grandits, Vera Russwurm, Helmut Frodl, Werner Fitzthum, Karin Resetarits (damals noch unter ihrem Geburtsnamen Karin Müller), deren späteren Ehemann Peter Resetarits (1981–1987) und Martina Rupp (ab 1986). Von 1981 bis 1985 war auch Harald Sicheritz ein Redakteur der Sendung.
Nachfolgesendung war das Format X-Large, das ab 1987 zunächst von Barbara Stöckl und später von Christian Clerici und Arabella Kiesbauer moderiert wurde.